# Nils Wikberg
Nils Gustav Waldemar Wikberg, född 5 oktober 1907 i Viborg, död 20 maj 1971 i Grankulla, var en finländsk målare.
Wikberg var 1927–1931 Akseli Gallen-Kallelas elev och började sin konstnärsbana som natur- och nationalromantiker i läromästarens efterföljd. Han frigjorde sig från dennes inflytande bland annat genom studieresor till Italien och Frankrike på 1930-talet. I hans måleri framträdde småningom en strävan mot det stämningsfyllda landskapet, samtidigt som han alltmer började odla det lilla formatet och akvarelltekniken, med vilken han även nådde sina bästa resultat. Han utgav 1941 boken Jag var krigsfånge, en skildring av sina upplevelser som fånge i ett sovjetiskt läger under vinterkriget.

## Målningar
- Koli, olja, 1941[4]
- Maaliskuun aurinkoa, gouache 1959[5]
- Talvipäivä, gouache 1959[6]
- Talvimaisema, akvarell 1966[7]

## Böcker
- Jag var krigsfånge, bok utgiven av Söderström i Helsingfors 1941[8]